# Karleby socken
Karleby socken i Västergötland ingick i Vartofta härad, ingår sedan 1974 i Falköpings kommun och motsvarar från 2016 Karleby distrikt.
Socknens areal är 21,83 kvadratkilometer varav 21,81 land. År 2000 fanns här 199 invånare.  Kyrkbyn Karleby med sockenkyrkan Karleby kyrka ligger i socknen.

## Administrativ historik
Socknen har medeltida ursprung. Under medeltiden ingick socknen i Ållebergs fjärding. 1540 införlivades Lovene socken och omkring 1545 Leaby socken.
Vid kommunreformen 1862 övergick socknens ansvar för de kyrkliga frågorna till Karleby församling och för de borgerliga frågorna bildades Karleby landskommun. Landskommunen uppgick 1952 i Vartofta landskommun som 1974 uppgick i Falköpings kommun. Församlingen uppgick 2010 i Slöta-Karleby församling.
1 januari 2016 inrättades distriktet Karleby, med samma omfattning som församlingen hade 1999/2000.  
Socknen har tillhört län, fögderier, tingslag och domsagor enligt vad som beskrivs i artikeln Vartofta härad. De indelta soldaterna tillhörde Skaraborgs regemente, Vartofta kompani och Västgöta regemente, Vartofta och Gudhems kompanier.

## Geografi
Karleby socken ligger närmast öster om Falköping med Ålleberg i sydväst och Åsle mosse i öster. Socknen är en del av Falbygden.

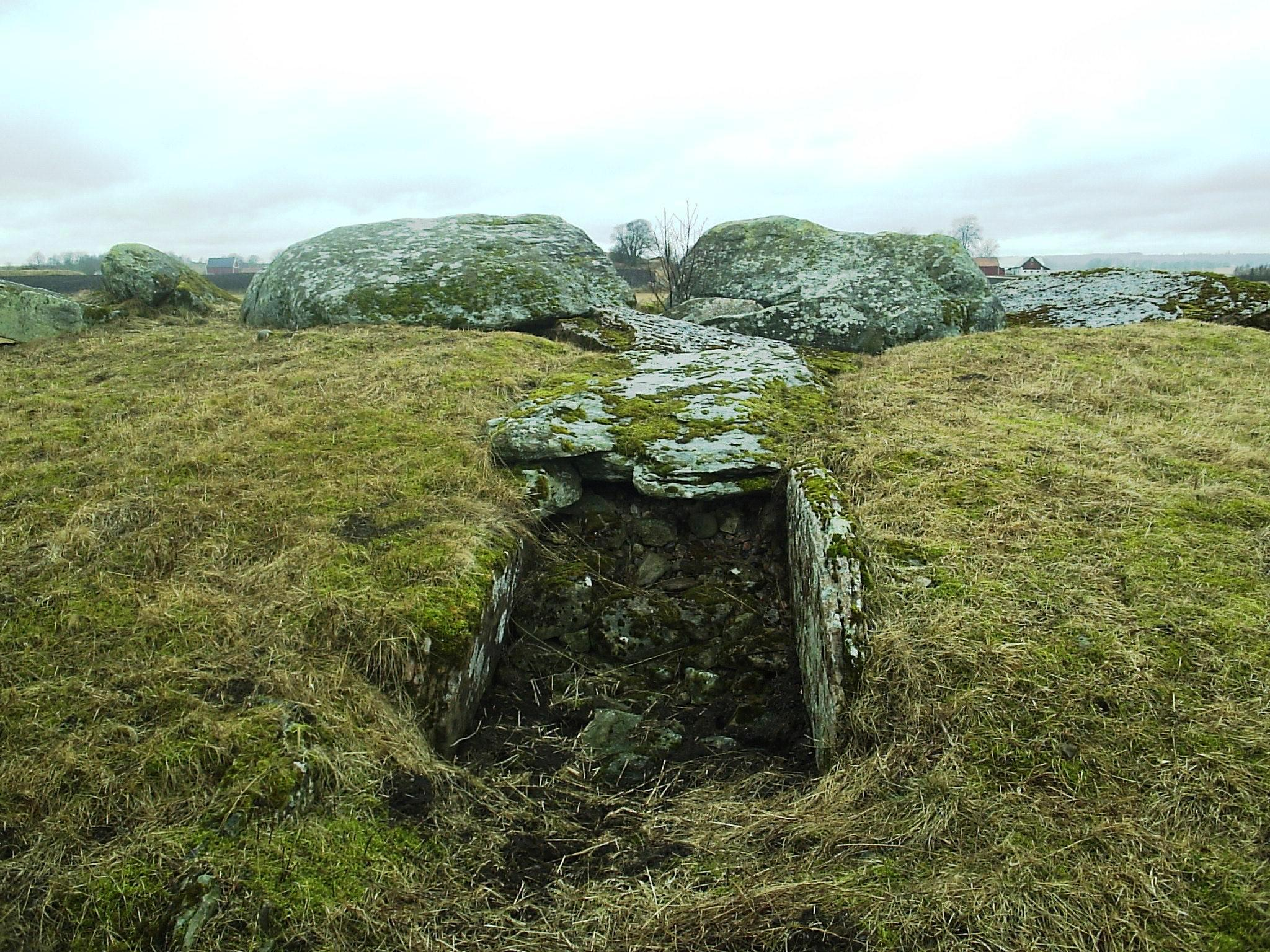
Gånggrift i Karleby

## Fornlämningar
30 boplatser, lösfynd, 13 gånggrifter och nio hällkistor från stenåldern är funna. Från bronsåldern finns gravrösen och skålgropsförekomster. Dessutom har det funnits gravfält från järnåldern. Fyndet Ållebergskragen har påträffats här.
Karleby är en radby, känd för Karlebys gånggrifter vilket är stenåldersgravar, gånggrifter, som ligger på rad längs huvudgatan i byn. Här ligger bland annat Sveriges största gånggrift, Ragvalds grav, som är 17 meter lång. Karleby socken är den rikaste på registrerade fornfynd av alla socknar på Falbygden. En anledning till detta är att K. G. Netzén under 1920-talet verkade som skollärare i Karleby och han uppmuntrade sina elever samla in fornfynd från socknen. 

## Historia
I Karleby mötte också kung Ragnvald Knaphövde sitt öde när han på 1130-talet företog sin eriksgata genom riket. Han red över gränsen till Västergötland utan att föra med sig gisslan, vilket lagen föreskrev. I västgötalagens kungalängd berättas: Han red utan gisslan till Karleby. Och för den vanvördnad han visade alla västgötar fick han en neslig död.
På 1300-talet ställde kung Birger Magnusson till med blodbad i Karleby på en bondehär som hotat honom och hans trupper.

## Namnet
Namnet skrevs 1309 Karläby och kommer från kyrkbyn. Namnet innehåller karl och by, 'gård; by'.

## Övergivna kyrkor
Bland kända kyrkoruiner finns Agnestad och Lovene.

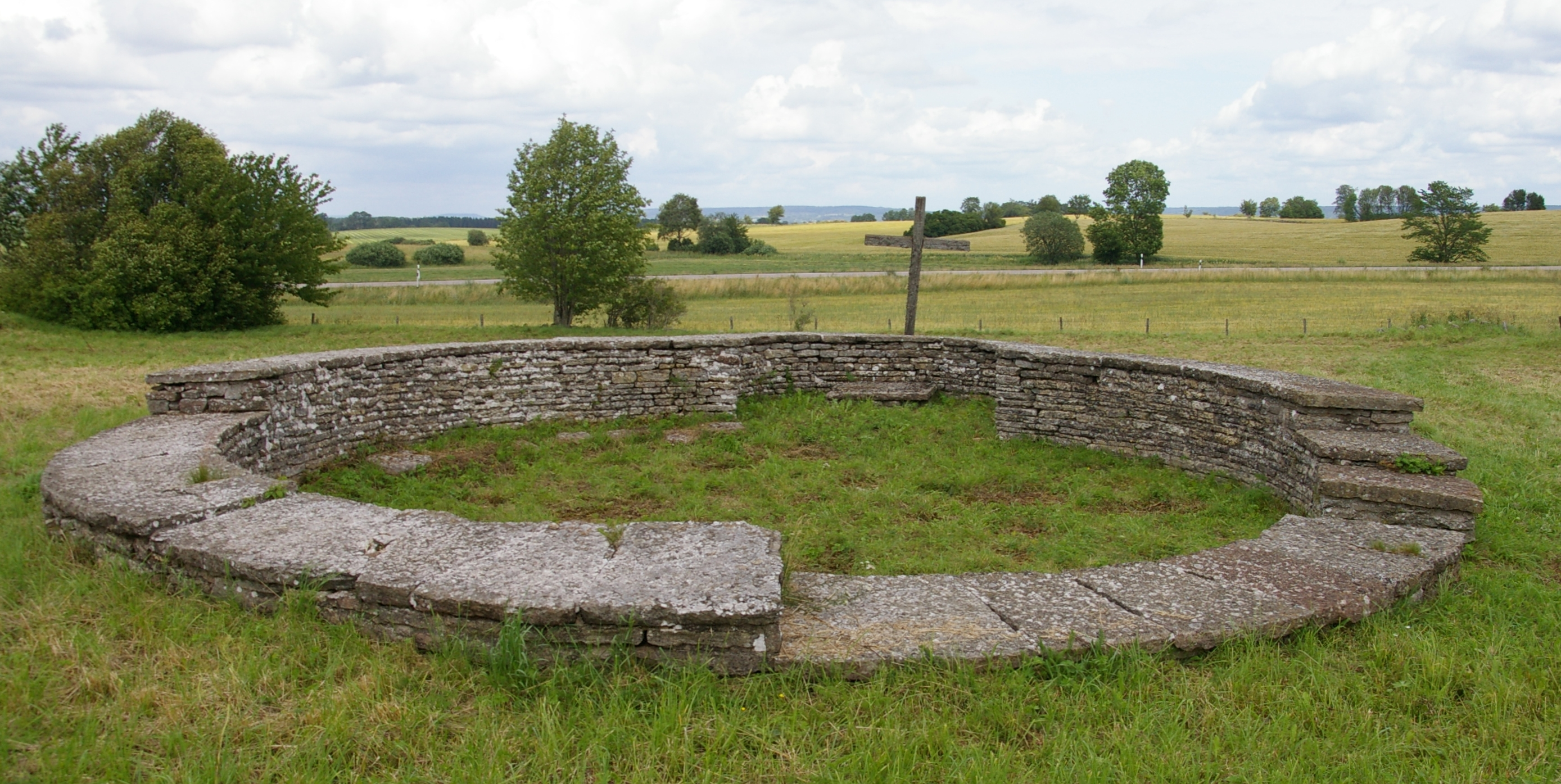
Agnestad rundkyrkas ruin
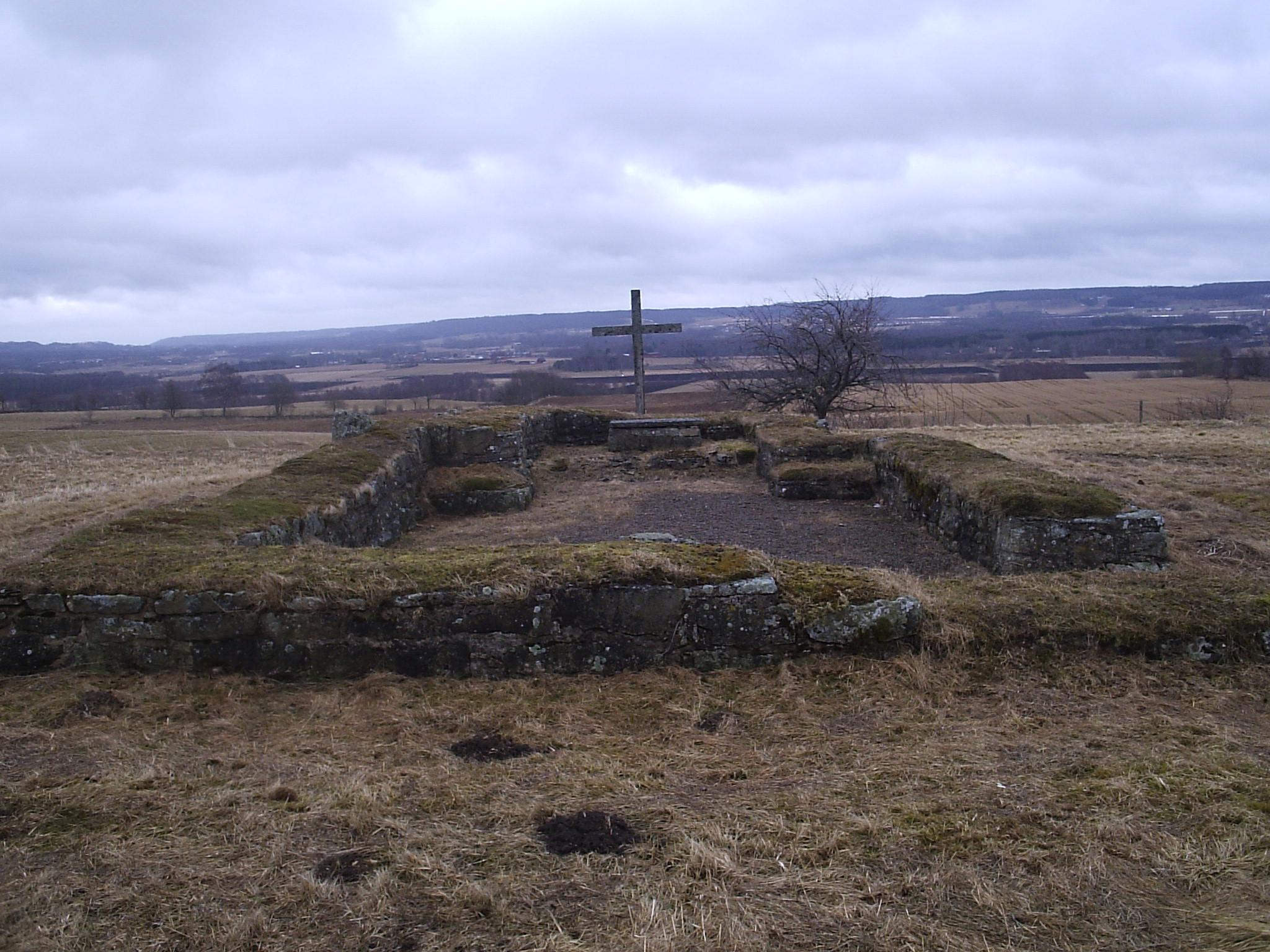
Lovene kyrkoplats